# Jørgen Ulrich
Jørgen Ulrich (Hellerup, 21 agosto 1935 – Grecia, 22 luglio 2010) è stato un tennista danese.

## Biografia
Nato in una famiglia di tennisti, il padre era Einer Ulrich attivo negli anni '20 e atleta olimpico mentre il fratello maggiore era Torben Ulrich. Era lo zio di Lars Ulrich il batterista tra i membri fondatori dei Metallica.

## Carriera
È stato attivo per oltre vent'anni, negli Slam ha raggiunto in tre occasioni il quarto turno di Wimbledon in singolare nonché i quarti di finale nel doppio maschile nel 1966 in coppia con Jan Leschly.
Ha fatto parte della squadra danese di Coppa Davis dal 1955 al 1971 vincendo ventisei incontri e perdendone ventotto, è sceso in campo anche alle olimpiadi del 1968 in cui il tennis era uno sport dimostrativo raggiungendo i quarti di finale nel singolare.